# Robert Herzstein
Robert Edwin Herzstein (26 septembre 1940, Manhattan, New York, États-Unis- 24 janvier 2015, Columbia, Caroline du Sud, États-Unis) est un historien américain, dont la recherche historique fait éclater l'"Affaire Kurt Waldheim", en révélant le passé nazi de l'ancien  Secrétaire général des Nations unies.

## Éléments biographiques
Robert Edwin Herzstein est né le 26 septembre 1940 à Manhattan, New York.

### Études
Robert Herzstein fait ses études universitaires à la New York University: B.A., M.A., et Ph.D.

### L'affaire Kurt Waldheim
En 1979, Kurt Waldheim,Secrétaire général des Nations unies, reçoit un doctorat honorifique de l'université de Caroline du Sud.